# Brucepattersonius
Brucepattersonius là một chi động vật có vú trong họ Cricetidae, bộ Gặm nhấm. Chi này được Hershkovitz miêu tả năm 1998. Loài điển hình của chi này là Brucepattersonius soricinus Hershkovitz, 1998.

## Các loài
Chi này gồm các loài: